# Летище Ихтиман
Летище Ихтиман (на английски: Ihtiman Airfield) е малко частно летище в България. Разположено е югозападно от град Ихтиман в землището на село Черньово, близо до железопътната линия София – Пловдив – Свиленград. Пригодено е за малки самолети, за парашутизъм и други и спортни цели.